# Elly Is Cinderella
"ELLY IS CINDERELLA"는 대한민국의 여자 가수 서인영의 첫 번째 싱글 앨범이다. 타이틀곡은 〈신데렐라〉이다. 2008년 7월 23일 CJ 뮤직을 통해 첫 발매가 되었다.

## 수록곡
1. 신데렐라
2. I Like It (Feat. Crown J.)
3. Too Much (Club Remix Version)
4. 신데렐라 (Hip-Hop Version)
5. I Like It (Feat. Crown J.) (Instrumental)
6. 신데렐라 (Instrumental)